# Lista över länsvägar i Hallands län
Detta är en lista över länsvägar i Hallands län. 
Numren på de övriga länsvägarna (500 och uppåt) är unika per län, vilket innebär att vägar i olika län kan ha samma nummer. För att hålla isär dem sätts länsbokstaven framför numret.
Rv är för riksvägar. Länsvägar inom länet, även primära, redovisas här utan N.

## Primära länsvägar 100–499
| Väg    | Sträckning |
| ------ | --- |
| 115    | (Östra Karup) - Skåne läns gräns vid Ö Karup - Hasslöv (509) - Våxtorp (24) |
| 150    | Falkenberg (154, 744) (Holgersgatan) – Nygatan (735) – Brogatan (Tullbron) – Strandvägen (696) – tpl Ågård (767) – tpl Falkenberg Syd (E6) – Årstad – Torup (26) |
| 150.01 | Skravelsbo (26) – Torups jvgstn (150) |
| 153    | Varberg (Cirkulationsplats Lassabacka) (41, 760, 801) - tpl Varberg Centrum (E6) - Klastorp - Rolfstorp - Ullared (154) - Ätran - Fegen - Jönköpings läns gräns vid Hökabäck (-Värnamo) |
| 154    | Falkenberg (150, 744) (Holgersgatan - Lasarettsvägen - Varbergsvägen) - Cirkulationsplats Tånga (767) - tpl Falkenberg Centrum (E6) - Vinberg - Köinge (711, 782) - Nydala (784) - Ullared (153) - Fridhemsberg (825) - Hårsared - Älvsered - Västra Götalands läns gräns vid Vik (-Svenljunga) |
| 158    | Kungsbacka (E6.14) (Säröleden) - tpl Kungsbacka Centrum (E6) - Vallda (942) - Kyrkobyn - tpl Särö - tpl Kullavik - Västra Götalands läns gräns vid Lindåsmotet (-Göteborg) |

## 500–599
- Länsväg N 503: Skåne läns gräns vid Frestensfälla (M 1754) – Ekered – Hasslöv (509)
- Länsväg N 504: Hasslöv (115) – Hasslövs kyrka – Hasslöv (115)
- Länsväg N 505: Hasslövs bro (115) – Bondåkra (509) – Vindrarp (506) – Jonstorp (507) – Kungsbygget – Tobo (Rv24)
- Länsväg N 506: Vindrarp (505) – Björbäck (115)
- Länsväg N 507: Våxtorp (Rv24) – Jonstorp (505) – Skåne läns gräns vid Koarp (M 1796) (– Rössjöholm)
- Länsväg N 508: Nordanå (Rv24) – Skåne läns gräns vid Stavershult (M 1798)
- Länsväg N 509: Hasslöv (115, 503) – Bondåkra (505)
- Länsväg N 510: Våxtorp (115) – Våxtorps kyrka – Våxtorp (Rv24)
- Länsväg N 511: Våxtorp (Rv24) – Fågelsång (512) – Skönhult (530)
- Länsväg N 511.01: Våxtorp (511) – Våxtorp (Rv24)
- Länsväg N 512: Fågelsång (511) – Pershult (513)
- Länsväg N 513: Nordanå (Rv24) – Pershult (512) – Hishult (514, 530)
- Länsväg N 514: Hishult (513) – Skåne läns gräns norr om Boalt (M 1836) (– Örkelljunga)
- Länsväg N 515: Bögilt (530) – Skåne läns gräns vid Skogsgård (517, M 1845) (– Fagerhult)
- Länsväg N 516: Skottorp (585, 516.01) – Skummeslövs kyrka (518) – trafikplats Skottorp (E6, E20) – Skummeslövsstrand (522)
- Länsväg N 516.01: Skottorp (516) – Skottorp (585)
- Länsväg N 517: Skogsgård (515) – Ingvarsbygget – N Össjö (530)
- Länsväg N 518: Skummeslövs kyrka (516) – Rännenäs (520) – S Mellby (521, 521) – Mellby (Rv24)
- Länsväg N 519: Vallberga (585) – Edenberga (Rv24, 531) – Tvärbäck (530)
- Länsväg N 520: Vallberga (585, 526) – Rännenäs (518)
- Länsväg N 520.01: Vallberga (520) – Vallberga station
- Länsväg N 521: Trulstorp (Rv24) – Industrigatan – S Mellby (518)
- Länsväg N 522: Kustvägen Skummeslövsstrand (516) – trafikplats Laholm (E6, 24)
- Länsväg N 523: Trulstorp (Rv24) – Laholm (585) – Glänninge (547)
- Länsväg N 524: Skottorp (585) – Skottorps kvarn (525) – Hasslövs bro (115)
- Länsväg N 525: Skottorps kvarn (524) – Smedjebron (585)
- Länsväg N 526: Vallberga (585, 520) – Ränneslöv (528, 528, 527) – Sandvad (Rv24) – Stäme (530)
- Länsväg N 527: Ränneslöv (526) – Tormarp (Rv24)
- Länsväg N 528: Menlösa (115) – Värestorp – Ränneslöv (526) – Edenberga (Rv24, 531)
- Länsväg N 529: Hov (530) – Ysby (532, 575) – Skogaby (Rv15)
- Länsväg N 530: Laholm (585) – Sofiero (547) – Såghuset (530.01) – Hov (529) – Matsgård (532, 531) – Tvärbäck (519) – Stäme (533, 526) – Skönhult (511) – Hishult (534, 513) – Bögilt (515) – Kornhult (582) – N Össjö (582, 517) – Kronobergs läns gräns vid Björnhult (G 510) (– Markaryd)
- Länsväg N 530.01: Såghuset (530) – (Rv24)
- Länsväg N 531: Edenberga (Rv24, 528, 519) – Matsgård (530)
- Länsväg N 532: Matsgård (530) – Ysby (529)
- Länsväg N 533: Stäme (530) – Lagered (534)
- Länsväg N 534: Hishult (530) – Lagered (533, 567, Rv15)
- Länsväg N 535: Knäred (567) – Knäreds station
- Länsväg N 536: Daggarp (Rv15) – Genevad (557) – Ågård (Rv15)
- Länsväg N 537: Trälshult (580) – Kronobergs läns gräns nordost om Trälshult (G 522) (– Hinneryd)
- Länsväg N 538: Skogaby (Rv15) – Skogaby (Rv15)
- Länsväg N 539: Kövlinge (585) – Klägstorp (Rv24)
- Länsväg N 540: Lilla Tjärby (585) – Snapparp (541) – St Fladje (Rv15, 560)
- Länsväg N 540.01: Snapparp V (540 – E6, E20)
- Länsväg N 540.02: Snapparp Ö (540 – E6, E20)
- Länsväg N 541: Tjärby (585) – Snapparp (540)
- Länsväg N 542: Eldsberga (Rv15) – Gullbranna – Domen (544) – Laxvik – Påarp – Hillasgården (544) – Trönninge S (565, Rv15)
- Länsväg N 544: Domen (542) – Hillasgården (542)
- Länsväg N 546: Lilla Tjärby (585) – söder Veinge (Rv15) – Veinge (548)
- Länsväg N 547: Laholm (Rv24) – Glänninge (523) – Sofiero (530) – Sofieroleden – Laholms kraftstation (585)
- Länsväg N 548: Daggarp (Rv15) – Veinge (546, 552, 553) – Vessingedal (549)
- Länsväg N 549: Årnaberga (Rv15) – Vessingedal (548) – Kapplet (554)
- Länsväg N 550: Laholms kraftstation (585) – Skogaby (Rv15)
- Länsväg N 552: Veinge (548, 553) – Vessinge (554) – Veinge kyrkby (555, 557) – Öringe (558) – Alslöv (562) – Perstorp (559) – Stjärnarp (574) – Klastorp (581) – Kistinge (Rv15)
- Länsväg N 553: Förbindelseväg i Veinge (548) – (552)
- Länsväg N 554: Vessinge (552) – Kapplet (549) – Bölarp (555) – Mästocka (567, 578) – Porsabygget (579) – Kronobergs läns gräns nordost om Porsabygget (G 523)
- Länsväg N 555: Veinge kyrkby (552, 556) – Bölarp (554)
- Länsväg N 556: Veinge kyrkby (555) – Bäckamot (567)
- Länsväg N 557: Genevad (536) – Nygård (558) – Veinge kyrkby (552)
- Länsväg N 558: Nygård (557) – Öringe (552)
- Länsväg N 559: Eldsberga (Rv15) – Eldsberga (561, 574) – Perstorp (552) – Dalabygget (562, 569) – Ekeberg (567) – Åbacken (569) – Simlångsdalen (Rv25)
- Länsväg N 560: St Fladje (Rv15) – Kommunalhusvägen – Eldsberga (561)
- Länsväg N 561: Eldsberga (559, 560) – Eldsbergavägen – Eldsberga (559, 574)
- Länsväg N 562: Alslöv (552) – Bruket (563) – Dalabygget (559)
- Länsväg N 563: Bruket (562) – Boarp – Tönnersjö kyrka (569)
- Länsväg N 564: Trönninge (Rv15) – Krontorp (574)
- Länsväg N 565: Trönninge S (542) – Trönninge centrum – Trönninge N (Rv15)
- Länsväg N 566: Fyllebro (Rv15) – Prästvägen – Snöstorps prästgård (567) – Vallås (Rv25)
- Länsväg N 567: Snöstorps prästgård (566) – Björkås (581) – Årnarp (568) – Ekeberg (559) – Börjebro (569) – Bäckamot (556) – Mästocka (554) – Abborrasjön (579) – Knäred (580, 583, 535) – Lagered (534)
- Länsväg N 567.01: Mästocka (567) – Mästocka kapell
- Länsväg N 568: Årnarp (567) – Skedala (Rv25)
- Länsväg N 569: Dalabygget (559) – Tönnersjö kyrka (563) – Börjebro (567) – Torared (571) – Åbacken (559)
- Länsväg N 571: Torared (569) – Esmared (Rv25)
- Länsväg N 574: Eldsberga (559) – Krontorp (564) – Stjärnarp (552)
- Länsväg N 575: Ysby kyrka (529) – Perstorp
- Länsväg N 576: Skallinge (652) – Fröböke (650)
- Länsväg N 578: Mästocka (554) – Ebbared
- Länsväg N 579: Abborrasjön (567) – Porsabygget (554)
- Länsväg N 580: Knäred (567) – Trälshult (537) – Kronobergs läns gräns vid Sjöared (G513)
- Länsväg N 581: Klastorp (552) – Björkås (567)
- Länsväg N 582: Kornhult (530) – Högaryd – N Össjö (530)
- Länsväg N 583: Uddared (Rv15) – Knäred (567)
- Länsväg N 585: Skåne läns gräns vid Dömestorp och Pråmhuset (M 1755) – Skottorp (516, 516.01, 524) – Smedjebron (525) – Vallberga (520.01, 520, 526, 519) – Kövlinge (539) – Laholm (Rv24, 523, 530) (genomfart Ängelholmsvägen – Lagavägen) – Laholms kraftstation (547, 550) – Lilla Tjärby (546, 540) – Tjärby (541, Rv15)
- Länsväg N 591: Vapnö (611) – Ågarp (601)
- Länsväg N 593: Marskog (608) – Lynga (610)
- Länsväg N 594: Halmstad (Kärleken) (E6.06) – Sperlingsholm – Fotstad (636)

## 600–699
- Länsväg N 600: Halmstad (Karlsrorondellen) (E6.06) – Knebildstorp (610, 602) – Karlstorp (602, 603) – Frösakull – Ringenäs (607) – Vilshärad (608)
- Länsväg N 601: Kaggagård (610) – Ågarp (591) – Kullarna (612) – trafikplats Kvibille (E6, E20) – Fastarp (614) – Skogsgård (678) – Gillarp (634) – Fröllinge (628) – Getinge – (625, 676) – Slöinge (661, 671, 669, 659) – Heberg (610) – Rondellen (667, 767)
- Länsväg N 602: Knebildstorp (600) – Bäckagårdsvägen – Hovgård (605) – Karlstorp (600)
- Länsväg N 603: Karlstorp (600) – Tylöhusvägen
- Länsväg N 605: Hovgård (602) – Mjällby (606) – Onsjö (607)
- Länsväg N 606: Mjällby (605) – Heagård (610)
- Länsväg N 607: Kaggagård (610) – Onsjö (605) – Ringenäs (600)
- Länsväg N 608: Gullbrandstorp (610) – Marskog (593) – Vilshärad (600) – Stenrör
- Länsväg N 609: Haverdal (610) – Gummes Backe (= vändplats)
- Länsväg N 610: Halmstad (Knebildstorp, 600) – Kristinebergsvägen – Heagård (606) – Kaggagård (607, 601) – Gullbrandstorp (608) – Lynga (593) – Brotorpet (613) – Haverdal (683, 609) – Slätter (623) – Särdal (624) – Steninge (625) – Ugglarp (658) – Skällentorp (660) – Eftra (662, 662) – Heberg (667, 601)
- Länsväg N 611: Halmstad (Järnvägsleden E6.06) – Flygflottiljen – Vapnö (591) – Stålsberg (612)
- Länsväg N 612: Halmstad (Kårarp) (E6.06) – Stålsberg (611) – Brödesborg (632) – Kullarna (601)
- Länsväg N 613: Brotorpet (610) – Harplinge (614, 621) – Dränggård (623) – Lassagård (627, 626) – Rävinge (625)
- Länsväg N 614: Harplinge (613, 615) – Lyngåkra (616) – Fastarp (601)
- Länsväg N 615: Harplinge (614) – Harplinge kyrka (616) – Plönninge
- Länsväg N 616: Harplinge kyrka (615) – Lyngåkra (614)
- Länsväg N 621: Harplinge (613) – Kullagård (622) – Skintaby (623) – Steninge kyrkby (625)
- Länsväg N 622: Gubbilt (623) – Kullagård (621)
- Länsväg N 623: Slätter (610) – Hallagård (624) – Gubbilt (622) – Skintaby (621) – Dränggård (613)
- Länsväg N 624: Särdal (610) – Hallagård (623)
- Länsväg N 625: Steninge (610) – Steninge kyrkby (621) – Nortorp (626, 659) – Rävinge (613) – Getinge (629, 628) – trafikplats Getinge (E6, E20) – Getinge kyrkby (601)
- Länsväg N 626: Nortorp (625) – Lassagård (613)
- Länsväg N 627: Lassagård (613) – Brännarp – Ljungberget (628)
- Länsväg N 628: Getinge (625) – Ljungberget (627) – Fröllinge (601)
- Länsväg N 629: Getinge (625) – Getinge (676)
- Länsväg N 629.01: Getinge (601) – Getinge (629)
- Länsväg N 634: Kvibille (678) – Gillarp (601)
- Länsväg N 635: Brogård (Rv25) – Åled (637, 638) – Sennan (644) – Oskarström (641)
- Länsväg N 636: Karlstorp (Karl XI:s stuga) (Rv26) – Fotstad (594) – Åled (637)
- Länsväg N 637: Spånstad (Rv26) – Åled (636, 635, 638)
- Länsväg N 638: Åled (635, 637) – Enslövs kyrka – Hertered (648) – Simlångsdalen (649, 645) – Kullen (650)
- Länsväg N 639: Hallingstorp (Rv26) – Oskarströms vägport (641) – Oskarströms kyrka (640) – Brandshult (678) – Johansfors (639.01) – Nissaström (Rv26)
- Länsväg N 639.01: Johansfors (639) – Johansfors (Rv26)
- Länsväg N 640: Oskarström (Rv26) – Oskarströms kyrka (639)
- Länsväg N 641: Oskarströms vägport (639) – Oskarström (635, 643) – Barkås (644)
- Länsväg N 643: Oskarström (641) – Nissaström – Boås (644)
- Länsväg N 644: Sennan (635) – Barkås (641) – Virshult (645) – Öja (646) – Bockalt – Boås (643) – Fröslida bro (656) – Rönnskog (657) – Övregård (652)
- Länsväg N 645: Simlångsdalen (Rv25, 638) – Virshult (644)
- Länsväg N 646: Öja (644) – Gastensbo (656) – Mjäla (652)
- Länsväg N 647: Tofta (Rv25) – Marbäck – Skärkered (Rv25)
- Länsväg N 648: Skärkered (Rv25) – Hertered (638)
- Länsväg N 649: Simlångsdalen (Rv25) – Simlångsdalen (638)
- Länsväg N 650: Simlångsdalen (Rv25) – Kullen (638) – Mahult (652) – Gyltige (654) – Fridhem (655) – Fröböke (576) – Bygget – Kullhult (690) – Håknaböke (651) – Femsjö (875) – Hallaböke (687) – Skoga (873) – Kerstinabo (872) – Hyltebruk (871)
- Länsväg N 651: Kronobergs läns gräns vid Sännö (G 540) – Håknaböke (650)
- Länsväg N 652: Mahult (650) – Ryaberg (656, 656.01) – Ryaberg (656) – Skallinge (576) – Skifteboån – 1,5 km norr om Skifteboån – Mjälahult (690) – Mjäla (646) – Övregård (644) – Gustavsberg (686)
- Länsväg N 653: Esmared (Rv25) – Sefsered (654) – Klerekull (655)
- Länsväg N 654: Gyltige (650) – Håralt – Sefsered (653)
- Länsväg N 655: Fridhem (650) – Klerekull (653) – Kronobergs läns gräns vid Äskilt (G 538)
- Länsväg N 656: Ryaberg (652) – Gastensbo (646) – Fröslida bro (644) – Fröslida (Rv26)
- Länsväg N 656.01: Ryaberg (656) – Ryaberg (652)
- Länsväg N 656.02: Fröslida (656) – Fröslida station
- Länsväg N 656.03: Förbindelseväg (Rv26 – 656) vid Fröslida
- Länsväg N 657: Rönnskog (644) – Skravelsbo (Rv26)
- Länsväg N 658: Ugglarp (610) – Ugglarps havsbad
- Länsväg N 659: Nortorp (625) – Vastad (660) – trafikplats Slöinge (E6, E20) – Slöinge (661, 662, 601)
- Länsväg N 660: Vastad (659) – Skällentorp (610)
- Länsväg N 661: Slöinge (601, 671) – Slöinge (659)
- Länsväg N 662: Slöinge (659) – Eftra (610, 610) – Boberg (664, 689) – Skrea kyrka (767)
- Länsväg N 664: Boberg (662) – Heberg (667)
- Länsväg N 667: Heberg (610) – (668, 664, 601, 767) – Heberg (668)
- Länsväg N 668: Heberg (667) – Årstads kyrka (672) – Årstad (150)
- Länsväg N 669: Perstorp (601) – Blixtorp (672)
- Länsväg N 670: Slöinge (671) – Slöinge kyrka
- Länsväg N 671: Slöinge (601, 661, 670) – Asige (673)
- Länsväg N 672: Ljungslätt (673) – Blixtorp (669) – Årstads kyrka (668)
- Länsväg N 673: Getinge kyrkby (676) – Asige (674, 671, 675) – Ljungslätt (672) – Abild (150, 710)
- Länsväg N 674: Getinge kyrka (676) – Öinge – Asige (673)
- Länsväg N 675: Asige (673) – Bjärnared (693) – Gräsås (680)
- Länsväg N 676: väg genom Getinge kyrkby (601 – 674 – 629 – 673 – 601)
- Länsväg N 678: Skogsgård (601) – Kvibille (634) – Bolet (680) – Slättåkra (679) – Brandshult (Rv26, 639)
- Länsväg N 679: Slättåkra (678) – Bårarp (680)
- Länsväg N 680: Bolet (678) – Bårarp (679) – Gräsås (675) – Torup (150)
- Länsväg N 681: Givagård (150.01) – Torups kyrka (150)
- Länsväg N 682: Spenshult (Rv26) – Spenshults sjukhus
- Länsväg N 683: Haverdal (610) – Haverdals badstrand
- Länsväg N 686: Torup (Rv26) – Gustavsberg (652) – Rydöbruk (687)
- Länsväg N 687: Kronobergs läns gräns vid Yaböke (G 539) – Bäck (875) – Saraböke (874) – Hallaböke (650) – Sofieslätt (872) – Rydöbruk (686) – Rydöbruk (Rv26)
- Länsväg N 688: Rydöbruk (Rv26) – Äskeryd (721)
- Länsväg N 689: Ringsegård (696) – Bobergs udde – Veka – Boberg (662)
- Länsväg N 690: Kullhult (650) – Mjälahult (652)
- Länsväg N 693: Bjärnared (675) – Moshult (150)
- Länsväg N 694: Johansfors (Rv26) – Dalshult
- Länsväg N 695: Skrea kyrka (767) – Ågård (150)
- Länsväg N 696: Falkenberg (150) – Kristineslättsallén – St Hansagård – Ringsegård (689) – Skrea kyrka (767)

## 700–799
- Länsväg N 700: Falkenberg (154) (Lasarettsvägen – Österleden) – trafikplats Tröingeberg (767) – Tröinge (729) – Tröinge (701) – Vinbergs kyrka (702) – Tågarp (729) – Alfshög (705) – Vessigebro (712, 714, 708) – Lassagård (709) – Sjönevad (710) – Kila (727) – Drängsered (718) – Kinnared (728)
- Länsväg N 701: Korset (154) – Tröinge (700)
- Länsväg N 702: Vinbergs kyrkby (700) – Vinberg (703)
- Länsväg N 703: Vinbergshed (154) – Vinberg (702) – Sannagård (154)
- Länsväg N 705: Alfshög (700) – Ljungby kyrka (711, 154)
- Länsväg N 708: Årstad (150) – Vessigebro (700)
- Länsväg N 709: Lassagård (700) – Svarte Påle (710)
- Länsväg N 710: Abild (150) – Svarte Påle (709) – Sjönevad (700) – Lyngen (717) – Krogsered (718)
- Länsväg N 711: Ljungby kyrka (705) – Lyngen (759) – Yttre Höstena (712) – Ätrafors (715) (västra delen) – Köinge (154, 782). Passerar även genom Tormorup och Axtorna. Vägen går genom böljande odlingslandskap längs hela sin sträcka, saknar mittlinje och särskilt i byn Höstena har man en vacker utsikt över Ätrans natursceneri i öster mot Askome. Vägen är skyltad 70 km/h utom i Lyngen och sista biten i Köinge.
- Länsväg N 712: Vessigebro (700) – Yttre Höstena (711)
- Länsväg N 714: Vessigebro (700) – Askome (716) – Ätrafors (715) (östra delen) – Okome (783, 784) – Ulvsbo (154). Vägen går genom böljande odlingslandskap längs hela sin sträcka, saknar mittlinje utom på sträckan Ätrafors – Okome och är i huvudsak skyltad 70 km/h. I Vessigebro, Ätrafors och Okome är hastigheten 50 km/h (förbi Okomeskolan 30 km/h) och mellan Ätrafors och Okome är hastigheten 80 km/h.
- Länsväg N 715: Ätrafors västra del (711) – Ätrafors östra del (714). Vägen går längs Ätran i hela sin sträcka, saknar mittlinje och är skyltad 70 km/h utom i Ätrafors östra del där hastigheten är 50 km/h.
- Länsväg N 716: Askome (714) – Yngered (717) – Gällared (153)
- Länsväg N 717: Lyngen (710) – Yngered (716)
- Länsväg N 718: Torup (728) – Drängsered (700, 719) – Krogsered (710) – Krogsereds kyrka (720) – Ätran (153, 832)
- Länsväg N 719: Drängsered (718) – Vanered (728)
- Länsväg N 720: Krogsereds kyrka (718) – Allbäckshult (728)
- Länsväg N 721: Kinnared (728, 726) – Äskeryd (688) – Skärkehylte (730, 730) – Lindhult (Rv26). Vägen går genom skogslandskap på hela sin sträcka. Vägen har mittlinje på avsnittet mellan Kinnared och korsningen med vägen mellan Landeryd och Hyltebruk (730) och är skyltad 90 km/h. Öster om denna korsning saknar vägen mittlinje och är skyltad 70 km/h.
- Länsväg N 722: Nygård (728) – Jönköpings läns gräns vid Kindhult (F 526)
- Länsväg N 723: Björkedal (728) – Jönköpings läns gräns vid Åhylte (F 527)
- Länsväg N 724: Sandsered (728) – Jönköpings läns gräns vid Skogsgärde (F 528)
- Länsväg N 726: Kinnared (721) – Kinnareds station
- Länsväg N 727: Bökstorp (150) – Kila (700)
- Länsväg N 728: Torup (150, 718) – Kinnared (700, 721) – Nygård (722) – Björkedal (723) – Vanered (719, 724) – Allbäckshult (720) – Fegen (153)
- Länsväg N 729: Tröinge (700) – Faurås – Tågarp (700)
- Länsväg N 730: Ekeryd (Rv26) – Skärkehylte (721) – Landeryd (731)
- Länsväg N 731: Nyarp (Rv26) – Landeryd (734, 730, 732) – Jönköpings läns gräns norr om Landeryd (F 525)
- Länsväg N 732: Landeryd (731) – Jönköpings läns gräns vid Möcklehult (F 531)
- Länsväg N 734: Landeryd (731) – Sotaryd (Rv26)
- Länsväg N 735: Falkenberg (150) (Nygatan – Sanddynevägen – Agerörsvägen) – Holmarör (736) – Torsåsen (742) – Långaveka (737) – Stranninge – Morup (768)
- Länsväg N 736: Skogstorp (767, 741) – Holmarör (735)
- Länsväg N 737: Bölse kvarn (767) – Bölse skola (738) – Långaveka (735) – Glommens hamn (Glumstensvägen)
- Länsväg N 738: Bölse skola (737) – Stubbhult (767)
- Länsväg N 739: Galtabäck (768) – Galtabäcks hamn
- Länsväg N 740: Nygård (760) – Träslövsläge – fiskehamnen i Träslövsläge
- Länsväg N 741: Skogstorp (736) – Olofsbäck (767)
- Länsväg N 742: Torsåsen (735) – Äspelunda (767)
- Länsväg N 744: Falkenberg (150, 154) (Holgersgatan) – Bräckeviadukten (767)
- Länsväg N 746: Falkenberg (767) – Stafsinge (747) – Breås (749) – Långås (752, 752) – Dylpered (756) – Ryen (758) – Folkared – Sibbarp (760)
- Länsväg N 747: Stafsinge (746) – Korset (154)
- Länsväg N 749: Stubbhult (767) – Breås (746)
- Länsväg N 751: Morup (767) – Morups kyrka (753) – Morup (768)
- Länsväg N 752: Vinberg (154) – Hällerup (757) – Hässlås (756) – Långås (746, 746, 767) – Hägared (753) – Tvååker (754, 760)
- Länsväg N 753: Morups kyrka (751) – Askhult – Hägared (752)
- Länsväg N 754: Björkäng (768) – Tvååker (752)
- Länsväg N 755: Utterås (768) – Moarna (760)
- Länsväg N 756: Hässlås (752) – Dylpered (746)
- Länsväg N 757: Hällerup (752) – Murtan (758)
- Länsväg N 758: Bergagård (154) – Murtan (757) – Ryen (746) – Järnvirke (760)
- Länsväg N 759: Lyngen (711) – Gisslestad (154) – Gödeby (760)
- Länsväg N 760: Varberg (cirkulationsplats Lassabacka) (Rv41, 153, 801) – (Västkustvägen) – cirkulationsplats Ranelid – Jonstaka (798) – Nygård (740) – Vare (761) – Ås (768) – trafikplats Tvååker (755, E6) – Tvååker (764, 752) – Fastarp (777) – Järnvirke (758, 778) – Sibbarp (746, 779) – Gödeby (759, 154). Se separat information i artikeln
- Länsväg N 761: Vare (760) – Pixsjö – Himle (762) – Matsagården (764)
- Länsväg N 762: Himle (761) – Spannarp (765)
- Länsväg N 763: Ekekullen (764) – Spannarp (765)
- Länsväg N 764: Tvååker (760) – Matsagården (761) – Ekekullen (763) – Jonsgård (765) – Tjärby (769) – Grimetons kyrka (766) – Rolfstorps station (772) – Rolfstorp (153)
- Länsväg N 764.01: Grimeton (764) – Grimetons kyrka
- Länsväg N 764.02: Rolfstorp (764) – Rolfstorp (153)
- Länsväg N 765: Träslöv (798) – Blixtorp (766) – Spannarp (762, 763) – Jonsgård (764) – Dagsås (777). Vägen går över slättlandskap på i stort sett hela sin sträcka, saknar mittlinje och är skyltad 70 km/h.
- Länsväg N 766: Blixtorp (765) – Hunnestad (769) – Lillebörs (770) – Grimetons kyrka (764)
- Länsväg N 767: Heberg (667, 601) – trafikplats Heberg (E6, E20) – Skrea (662, 695, 696) – trafikplats Ågård (150) – trafikplats Tröingeberg (700) – cirkulationsplats Tånga (154) – Tånga (746) – Bräckeviadukten (744) – Skogstorp (736) – Olofsbäck (741) – Äspelunda (742) – Bölse kvarn (737) – Stubbhult (738, 749) – Morup (768) – trafikplats Morup (751, E6) – Långås (752). Sträckan trafikplats Heberg (vid Heberg) - Morup är en del av gamla E6/Västkustvägen. Sträckan Morup - Långås är nybyggd och invigdes i samband med att motorvägen norrifrån förlängdes till Morup. Vägen möter E6/E20 både vid Heberg och mellan Morup och Långås. Avsnittet mellan trafikplats Heberg - Tångarondellen (vid Falkenberg) består mestadels av breda vägrenar och är skyltad 90 km/h på nästan hela sträckan. Norr därom består vägen mestadels av smala vägrenar och är skyltad 90 km/h på hela sträckan, förutom på ett kort avsnitt närmast norr om Tångarondellen samt på de sista kilometerna av vägen (mellan trafikplats Morup och Långås).
- Länsväg N 768: Morup (767, 751, 735) – Björkäng (754) – Utterås (755) – Galtabäck (739) – Ås (760). En del av gamla E6/Västkustvägen. Vägen har mittlinje hela sträckan och är skyltad 70 km/h Gamla Köpstad - Björkäng, 90 km/h Björkäng - Morup och 70 km/h genom Morup och vidare till korsningen med 767.
- Länsväg N 769: Tjärby (764) – Hunnestad (766) – Klastorp (153)
- Länsväg N 769.01: Hunnestad (769) – Hunnestads kyrka
- Länsväg N 770: Lillebörs (766) – Gödestad (153)
- Länsväg N 772: Rolfstorps station (764) – Havstorp (153)
- Länsväg N 777: Fastarp (760) – Klev (778) – Dagsås (793, 765) – Angryd (779) – Stegared (781) – Knutsböke (785) - Åkulla – Haxered (153). Vägen går över slättlandskap från korsningen med 760 (utanför Tvååker) till Dagsås, därefter mestadels genom skogslandskap. Vägen är mycket naturskön, i synnerhet sträckan närmast söder om Åkulla där vägen delvis går genom bokskog. Hela sträckan är skyltad 70 km/h förutom genom Dagsås och saknar mittlinje på hela sträckan. På vissa avsnitt mellan Dagsås och Åkulla är vägen mycket smal där det knappt går att mötas. Vägen är belagd på hela sin sträcka.
- Länsväg N 778: Järnvirke (760) – Klev (777)
- Länsväg N 779: Sibbarp (760) – Öv Högryd (793) – Ästad – Angryd (777)
- Länsväg N 781: Köinge (782) – Domarp – Lustorp – Stegared (777). Vägen går genom odlingslandskap från Köinge till Lustorp för att sedan gå på svindlande vägar genom bokskogar, saknar mittlinje och är skyltad 70 km/h endast ut från Köinge.
- Länsväg N 782: Köinge (154 , 711, 781) – Svartrå (785) – Skinnarlyngen (786, 787) – Släryd – Ullared (153). Vägen går genom böljande odlingslandskap från Köinge till Svartrå varefter det planar ut ända till Släryd för att sedan gå genom skogsbygd, saknar mittlinje och är skyltad 70 km/h.
- Länsväg N 783: Okome (714) – Välasjö – Normanstorp (153). Vägen går brant upp i skogsbygden direkt efter Okome kyrka för att sedan plana ut sig och vid Välasjö åter öppna upp ett odlingslandskap längs resten av sträckan, har mittlinje och är skyltad 70 km/h.
- Länsväg N 784: Nydala (154) – Okome (714). Vägen går genom ett mycket kuperat odlingslandskap längs hela sin sträcka och särskilt vid Okome sluttar vägen mycket brant (i den s.k. Slätta-li), saknar mittlinje och är skyltad 70 km/h.
- Länsväg N 785: Rolfstorps kyrka (153) - Mute – Knutsböke (777) – Svartrå (782). Vägen utgör en del av den medeltida väg som brukar kallas Via Regia. Det var intill denna urgamla väg i Mute by nära gränsen mot Svartrå som man år 1936 hittade Bockstensmannen som förvaras på länsmuseet Varberg. Vägen är belagd sträckan Rolfstorp – Knutsböke (77) för att resterande sträcka bestå av grusväg, den går genom böljande odlingslandskap mellan Rolfstorp och Knutsböke för att sedan gå på svindlande vägar genom mestadels bokskogar fram till Svartrå. Vägen saknar mittlinjer och är skyltad 70 km/h endast från Rolfstorp.
- Länsväg N 786: Boarp (154) – Floastad – Skinnarlyngen (782). Vägen går genom ett flackt landskap med omväxlande åkrar och skog, saknar mittlinje och är skyltad 70 km/h endast från Boarp. Vägen anlades som AK-arbete och korsar Högvadsån vid Boarp på en av landets sist invigda stenvalvbroar år 1931.
- Länsväg N 787: Skinnarlyngen (782) - Högshult – Borsthult (153). Vägen går genom kuperat skogslandskap på i stort sett hela sin sträcka, saknar både mittlinje och skyltning om hastighet.
- Länsväg N 793: Dagsås (777) – Öv Högryd (779)
- Länsväg N 798: Varberg (Österleden) Jonstaka (760) – Träslöv (765) – Kvarnagårdsrondellen (153)

## 800–899
- Länsväg N 800: Varberg (801) – Otto Torells gata
- Länsväg N 801: Varberg (cirkulationsplats Lassabacka) (Rv41, 153, 760) – Ö Hamnvägen (800) – Getterön
- Länsväg N 802: Tångaberg (845) – Kärra mosse (802.01) – Stämmet (845)
- Länsväg N 802.01: Kärra mosse (802) – Burekulle (803)
- Länsväg N 803: Pilagården (845) – Burekulle (802.01) – Duveslätt – Årnäs – Burekulle (802.01)
- Länsväg N 804: Varberg (153) – Trönninge (805) – Lindberg (806) – Pletered (810) – Lassagård (818) – Långared (817) – Grimmared (854) – Rud (808) – Stackenäs (815) – Kungsäter (843, 822) – Västra Götalands läns gräns vid Skogsslätt (O 1511). Går även genom Stamnared. Vägen går genom växelvis slätt- och skogslandskap. Skyltad 70 km/h på hela sträckan utanför orterna. Mittlinje Varberg - Lindberg, saknar mittlinje Lindberg - Grimmared, mittlinje Grimmared - Kungsäter, saknar mittlinje Kunsgäter - länsgränsen (och vidare till Torestorp).
- Länsväg N 805: Lindhov (Rv41, 845) – Trönninge (804) – Klastorp (153)
- Länsväg N 806: Gunnestorp (807) – Tofta – Lindberg (804) – Valinge (810)
- Länsväg N 807: Gunnestorp (Rv41, 806) – Torpa (809) – V Derome (Rv41)
- Länsväg N 808: Rud (804) – Västra Götalands läns gräns vid Unnebo (O 1500)
- Länsväg N 809: Torpa (807) – Torpa kyrka
- Länsväg N 810: Krysagården (153) – Valinge (806, 812, 816) – Pletered (804) – V Derome (Rv41)
- Länsväg N 811: Valinge (812) – Valinge (816)
- Länsväg N 812: Havstorp (153) – Valinge (811, 810)
- Länsväg N 813: Karl Gustav (815) – Tuvan (821)
- Länsväg N 814: Rolfstorp (153) – Rolfstorps kyrka (153)
- Länsväg N 815: Rolfstorp (153) – Skällinge (816) – Nösslinge (820) – Karl Gustav (813) – Stackenäs (804)
- Länsväg N 816: Valinge (810, 811) – Ragnarp (817) – Skällinge (815)
- Länsväg N 817: Ragnarp (816) – Brostorp (818) – Långared (804)
- Länsväg N 818: Lassagård (804) – Brostorp (817)
- Länsväg N 819: Haxered (153) – St Böttås (820)
- Länsväg N 820: Nösslinge (815) – St Böttås (819) – Källsjö (821) – Egnared (824) – Boa (826) – Fagered (825) – Lia (154)
- Länsväg N 821: Yttre Hjärtared (153) – Övre Hjärtared (823) – Källsjö (820) – Tuvan (813) – Stenbäck (826) – Gunnarsjö (822) – Västra Götalands läns gräns vid Rökåsen (O 1520)
- Länsväg N 822: Kungsäter (804) – Gunnarsjö (821)
- Länsväg N 823: Flähult (153) – Övre Hjärtared (821) – St Amås (824) – Fridhemsberg (825)
- Länsväg N 824: St Amås (823) – Egnared (820)
- Länsväg N 825: Fridhemsberg (154, 823) – Fagered (820) – Maa (827) – Gunnarshult (839)
- Länsväg N 826: Boa (820) – Vinterhylte (827) – Stenbäck (821)
- Länsväg N 827: Vinterhylte (826) – Maa (825)
- Länsväg N 828: sydväst om Hårsared (154) – Kärnebygd (829) – Sjögård (830)
- Länsväg N 829: Gällared (153) – Kärnebygd (828)
- Länsväg N 829.01: Gällared (829) – Gällareds kyrka – Gällared (153)
- Länsväg N 830: Gunnarp (832, 833) – Sjögård (828) – Horsaberg (838) – Ryd (840)
- Länsväg N 832: Ätran (153, 718, 836) – Gunnarp (834, 830, 833)
- Länsväg N 833: Övrarp (153) – Gunnarp (832, 830) – Västra Götalands läns gräns vid Yttre Skåpanäs (O 1559)
- Länsväg N 834: Gunnarp (832, 835) – Västra Götalands läns gräns vid Mjöhult (O 1560)
- Länsväg N 835: Gunnarp (834) – Dentershult (836)
- Länsväg N 836: Ätran (832) – Dentershult (835) – Västra Götalands läns gräns vid Ävje (O 1561)
- Länsväg N 837: Fegen (153) – Västra Götalands läns gräns vid Joarsbo (O 1558)
- Länsväg N 838: Älvsered (154, 838.01) – Horsaberg (830)
- Länsväg N 838.01: Älvsered (838) – Älvsereds kyrka – Älvsered (840)
- Länsväg N 839: Älvsered (154, 840) – Gunnarshult (825) – Västra Götalands läns gräns vid Måkåsen (O 1526)
- Länsväg N 840: Älvsered (154, 839) – Ryd (830) – Västra Götalands läns gräns vid Älmhult (O 1534)
- Länsväg N 842: Västra Götalands läns gräns vid Österby (O 1507) – Österby (843)
- Länsväg N 843: Västra Götalands läns gräns vid Värbogården (O 1505) – Österby (842) – Kungsäter (804)
- Länsväg N 845: Lindhov (Rv41, 805) – Tångaberg (802) – Stämmet (802) – Pilagården (803) – Åskloster (854) – L Sunnvära (856) – trafikplats Väröbacka (850) – Väröbacka (853, 848) – Stråvalla strand (853) – Frillesås (900) – Rågelund (905, 939)
- Länsväg N 847: Bua (850) – Ringhals (848)
- Länsväg N 848: Väröbacka (845) – Ringhals (847) – Videbergs hamn
- Länsväg N 850: Veddige (Rv41, 859) – Syllinge (856) – trafikplats Värö (E6) – trafikplats Väröbacka (845) – Bua (847) – Bua brygga
- Länsväg N 853: Väröbacka (845) – Värö kyrka – Stråvalla (853.01) – Stråvalla strand (845)
- Länsväg N 853.01: Stråvalla (853) – Stråvalla kyrka
- Länsväg N 854: Åskloster (845) – Bjurum (855) – Ås (857, 866) – Ävjedal (Rv41) – Sällstorp (860) – Grimmared (804)
- Länsväg N 855: Nyebro (856) – Bjurum (854)
- Länsväg N 856: L Sunnvära (845) – Nyebro (855) – Syllinge (850)
- Länsväg N 857: Ås (854) – Ås kyrka
- Länsväg N 859: Veddige (850, 864, 865) – Kalvhult (Rv41)
- Länsväg N 860: Veddige (Rv41) – Kullagård (861) – Vallby – N Sällstorp (854)
- Länsväg N 861: Kullagård (860) – Fageråkra (862) – Västra Götalands läns gräns vid Älgaslätt (O 1503)
- Länsväg N 862: Järlöv (Rv41) – Fageråkra (861)
- Länsväg N 864: Veddige (859) – Veddige station
- Länsväg N 865: Veddige (859) – Mölnekulla (906) – Stuv (905)
- Länsväg N 870: Hyltebruk (871) – Färgaryd (873) – Holmen (874) – Höljeryd (880) – Vare (886) – Unnaryd (876) – Södra Unnaryds kyrka (876) – Hult (877) – Jönköpings läns gräns vid Virhult (F 515)
- Länsväg N 871: Kambo (Rv26) – Hyltebruk (650, 870, 879) – Ekeryd (Rv26)
- Länsväg N 872: Sofieslätt (687) – Kerstinabo (650)
- Länsväg N 873: Skoga (650) – Färgaryd (870) – Nissaryd (879)
- Länsväg N 874: Saraböke (687) – Holmen (870)
- Länsväg N 875: Femsjö (650) – Bäck (687) – Sunnerskog (876)
- Länsväg N 876: Kronobergs läns gräns vid Yasjön (G 537) – Sunnerskog (875) – Unnaryd (870) – Södra Unnaryds kyrka (870) – Åker (887) – Hässlehult (886) – Jälluntofta (888, 889) – Jönköpings läns gräns vid Gunnalt (F 542)
- Länsväg N 877: Kronobergs läns gräns vid Önnekvarn (G 546) – S Sävsås (878) – Hult (870)
- Länsväg N 878: S Sävsås (877) – Järanäs
- Länsväg N 879: Hyltebruk (871) – Nissaryd (873) – Nyby (880)
- Länsväg N 880: Nyarp (Rv26) – Nyby (879) – Långaryd (882, 882.01) – Höljeryd (881, 870)
- Länsväg N 881: Höljeryd (880) – Yttersjöholm (882)
- Länsväg N 882: Långaryd (880, 882.01) – Mogård (883) – Yttersjöholm (881) – Käringanäs (884, 885) – Jönköpings läns gräns vid Vimmelstorp (F 535)
- Länsväg N 882.01: Långaryd (882) – Långaryd (880)
- Länsväg N 883: Mogård (882) – Boarp (Rv26)
- Länsväg N 884: Jönköpings läns gräns vid Käringanäs (F 541) – Käringanäs (882)
- Länsväg N 885: Käringanäs (882) – Jönköpings läns gräns vid Staffansbo (F 543)
- Länsväg N 886: Vare (870) – Hässlehult (876)
- Länsväg N 887: Åker (876) – Jönköpings läns gräns vid Ugglebo (F 516)
- Länsväg N 888: Jälluntofta (876, 889) – Jönköpings läns gräns vid Tottebo (F 547)
- Länsväg N 889: Jälluntofta (876, 888) – Jönköpings läns gräns vid Stengårdshult (F 500)

## 900–999
- Länsväg N 900: Almedal (905) – Frillesås (845) – Frillesås strand
- Länsväg N 903: Åsa (939) – Hästholmen – Ölmanäs (904)
- Länsväg N 904: Åsa (939) – Ölmanäs (903) – Gårda brygga
- Länsväg N 905: Rågelund (845, 939, 909) – trafikplats Frillesås (E6) – Almedal (900) – Kyrkotorp (908) – Frillesås kyrka (906) – Stuv (865) – Röstorp (916)
- Länsväg N 906: Frillesås kyrka (905) – Mölnekulla (865)
- Länsväg N 908: Kyrkotorp (905) – Breared (910) – Gödatorp (916)
- Länsväg N 909: Rågelund (905) – Landa kyrka (910)
- Länsväg N 910: Rävsnäs (939) – Landa skola (913) – Landa kyrka (909) – Breared (908)
- Länsväg N 912: Åsa (939) – Stockalid (913)
- Länsväg N 913: Landa skola (910) – Stockalid (912) – By (913.01, 939)
- Länsväg N 913.01: Ölmevalla (913) – Ölmevalla kyrka
- Länsväg N 915: Torpa (939) – Tom (916) – Limmanäs (915.01, 926)
- Länsväg N 915.01: Limmanäs (915) – Limmanäs (926)
- Länsväg N 916: Fjärås station (939) – Duvehed (932, 926) – Tom (915) – Gällinge (919) – Gödatorp (908) – Röstorp (905) – Idala (938, 917) – Västra Götalands läns gräns vid Helsjön (O 1596) (– Horred)
- Länsväg N 917: Idala (916, 938) – Idala kyrka
- Länsväg N 918: Gällinge (919) – Gällinge kyrka
- Länsväg N 919: Gällinge (916, 918) – Dugatorp (920) – Axtorp (920) – Förlanda (923) – Roppe (921) – Västra Götalands läns gräns vid Vågerse (O 1600)
- Länsväg N 920: Dugatorp (919) – Stegared (938) – Axtorp (919)
- Länsväg N 921: Roppe (919) – Västra Götalands läns gräns vid Litserhult (O 1599)
- Länsväg N 923: Förlanda (919) – Ö Öxared (926)
- Länsväg N 926: Duvehed (916) – Limmanäs (915) – Ö Öxared (923) – Västra Götalands läns gräns vid Sjögärde (O 1602)
- Länsväg N 927: Hanhals (939) – Stegatorp (928) – Hanhals holme
- Länsväg N 928: Stegatorp (927) – Hanhals kyrka
- Länsväg N 932: Duvehed (916) – Fjärås (934) – Lekevallen (933) – Gödestad (936) – Gåsevadholm – Asslöv (974)
- Länsväg N 933: Brogård (939) – Myrekulla – Lekevallen (932)
- Länsväg N 934: Josberg (939) – Fjärås (932) – Fjärås kyrka (935) – Stormhult (937) – Västra Götalands läns gräns vid Ögärdet (O 1609) (– Sätila)
- Länsväg N 935: Fjärås kyrka (934) – Rossared – Hjälms bro (936)
- Länsväg N 936: Gödestad (932) – Hjälms bro (935) – Hjälm (974)
- Länsväg N 937: Stormhult (934) – Allarängen (974)
- Länsväg N 938: Idala (916) – Stockared (920)
- Länsväg N 939: Rågelund (845, 905) – Rävsnäs (910) – Åsa (903, 904) – By (913) – Torpa (915) – trafikplats Fjärås (E6) – Fjärås station (916) – Josberg (934) – Hanhals (927) – Brogård (933) – Söderåleden (976) – Storgatan (E6.14, E6.15)
- Länsväg N 940: trafikplats Kungsbacka Syd (E6, E6.14) – Onsala kyrka (946) – Rösan (942) – Gottskär (941) – Gottskärs brygga
- Länsväg N 941: Gottskär (940) – Draget
- Länsväg N 942: Rösan (940, 943) – Rydet (945) – Mariedal (946) – Bäcken (948, 949) – Buera (965) – Gärdet (951) – Klasberg (948) – Vallda (950, 158)
- Länsväg N 943: Rösan (942) – Runsås (944) – Vässingsö
- Länsväg N 944: Runsås (943) – Röda Holme
- Länsväg N 945: Rydet (942) – Orreviken
- Länsväg N 946: Onsala kyrka (940) – Mariedal (942) – Bassås (949) – Råö
- Länsväg N 948: Klasberg (942) – Knaberg (952) – Bäcken (942)
- Länsväg N 949: Bassås (946) – Bäcken (942)
- Länsväg N 950: Vallda (942) – Sandö – Lerkil (951)
- Länsväg N 951: Buera (Gärdet) (942) – Lerkil (950) – Lerkils brygga
- Länsväg N 952: Ysby (158) – Knaberg (948)
- Länsväg N 953: Underliden (955) – Hagryd (957) – Rönnaräcke (958, 958) – Spårhaga (962) – Heden (963) – Lindåsmotet (158) – Västra Götalands läns gräns vid Lindåsmotet
- Länsväg N 954: Kyrkobyn (158) – Särö kyrka (955)
- Länsväg N 955: Kyrkobyn (956) – trafikplats Särö (158, 953) – Bukärr (964) – Särö kyrka (954) – Särö Västerskog
- Länsväg N 956: Vallda (158) – Sandbäck (960) – Kyrkobyn (955, 158)
- Länsväg N 957: Hagryd (953) – Malevik
- Länsväg N 958: trafikplats Kullavik (158) – Rönnaräcke (953, 953) – Kyviks brygga
- Länsväg N 959: Varlavägen i Kungsbacka (E6.14 – 960 – E6.15)
- Länsväg N 960: Sandbäck (956) – Blixered – Varla (959)
- Länsväg N 961: Västra Götalands läns gräns vid Lindåsmotet (O 517) – Västra Götalands läns gräns vid Hällesås (O 503). Vägen övergår i Västra Götalands länsväg 503 (Spårhagavägen)
- Länsväg N 962: Spårhaga (953) – Västra Götalands läns gräns vid Spårhaga (O 560)
- Länsväg N 963: Heden (953) – Västra Götalands läns gräns vid Heden (O 500)
- Länsväg N 964: Bukärr (955) – Lahall
- Länsväg N 965: väg till badstrand vid Smarholmen (942)
- Länsväg N 970: Hede (E6.15) – Anneberg (980) – Västra Götalands läns gräns vid Lyckan (O 513)
- Länsväg N 974: Tölö kyrka (976) – Asslöv (932, 978) – Hjälm (936) – Allarängen (937) – Västra Götalands läns gräns vid Ubbhult (O 1614)
- Länsväg N 975: Hede (976) – Höglanda (978) – Anneberg (980)
- Länsväg N 976: Kungsbacka (939) – Tölö kyrka (974) – Tölö Tvärled – Hede (975, 970, E6.15) (Söderåleden – Tölö Tvärled – Tölöleden)
- Länsväg N 978: Asslöv (974) – Höglanda (979, 975)
- Länsväg N 979: Höglanda (978) – Älvsåkers kyrka (980)
- Länsväg N 980: Anneberg (970) – Anneberg (981, 975) – Älvsåkers kyrka (979) – Ryared – Västra Götalands läns gräns vid Svinknipan (O 515)
- Länsväg N 981: Anneberg (980) – Alafors – Västra Götalands läns gräns vid Lunnaliden (O 511)